# Сладојево Копито
Сладојево Копито је насеље у општини Даниловград у Црној Гори. Према попису из 2003. било је 549 становника (према попису из 1991. било је 233 становника).

## Демографија
У насељу Сладојево Копито живи 409 пунолетних становника, а просечна старост становништва износи 37,1 година (37,1 код мушкараца и 37,1 код жена). У насељу има 158 домаћинстава, а просечан број чланова по домаћинству је 3,47.
Становништво у овом насељу веома је хетерогено, а у последња три пописа, примећен је пораст у броју становника.
|  |

| Демографија | Демографија | Демографија |
| Година      | Становника  | Становника  |
| ----------- | ----------- | ----------- |
|             |             |             |
|             |             |             |
|             |             |             |
|             |             |             |
| 1948.       | 202         |             |
| 1953.       | 284         |             |
| 1961.       | 150         |             |
| 1971.       | 134         |             |
| 1981.       | 124         |             |
| 1991.       | 233         | 232         |
| 2003.       | 551         | 549         |
|             |             |             |

| Етнички састав према попису из 2003.‍ | Етнички састав према попису из 2003.‍ | Етнички састав према попису из 2003.‍ | Етнички састав према попису из 2003.‍ | Етнички састав према попису из 2003.‍ |
| ------------------------------------ | ------------------------------------ | ------------------------------------ | ------------------------------------ | ------------------------------------ |
|                                      |                                      |                                      |                                      |                                      |
| Црногорци                            | Црногорци                            |                                      | 335                                  | 61,02%                               |
| Срби                                 | Срби                                 |                                      | 190                                  | 34,60%                               |
| Хрвати                               | Хрвати                               |                                      | 2                                    | 0,36%                                |
| Словенци                             | Словенци                             |                                      | 2                                    | 0,36%                                |
| Мађари                               | Мађари                               |                                      | 1                                    | 0,18%                                |
| Македонци                            | Македонци                            |                                      | 1                                    | 0,18%                                |
| непознато                            | непознато                            |                                      | 0                                    | 0,0%                                 |

| Година пописа     | 1948. | 1953. | 1961. | 1971. | 1981. | 1991. | 2003. |
| ----------------- | ----- | ----- | ----- | ----- | ----- | ----- | ----- |
| Број домаћинстава | 42    | 73    | 41    | 40    | 41    | 68    | 158   |

| Број чланова      | 1   | 2  | 3  | 4  | 5  | 6  | 7  | 8 | 9 | 10 и више | Просек |
| ----------------- | --- | -- | -- | -- | -- | -- | -- | - | - | --------- | ------ |
| Број домаћинстава | 158 | 23 | 36 | 17 | 34 | 27 | 16 | 4 | 1 | 0         | 0      |

| Пол    | Укупно | Неожењен/Неудата | Ожењен/Удата | Удовац/Удовица | Разведен/Разведена | Непознато |
| ------ | ------ | ---------------- | ------------ | -------------- | ------------------ | --------- |
| Мушки  | 215    | 71               | 121          | 7              | 4                  | 12        |
| Женски | 229    | 60               | 124          | 29             | 7                  | 9         |
| УКУПНО | 444    | 131              | 245          | 36             | 11                 | 21        |

| Пол    | Укупно                    | Пољопривреда, лов и шумарство | Рибарство                            | Вађење руде и камена | Прерађивачка индустрија       |
| ------ | ------------------------- | ----------------------------- | ------------------------------------ | -------------------- | ----------------------------- |
| Мушки  | 76                        | 3                             | 0                                    | 0                    | 16                            |
| Женски | 60                        | 1                             | 0                                    | 0                    | 7                             |
| УКУПНО | 136                       | 4                             | 0                                    | 0                    | 23                            |
| Пол    | Производња и снабдевање   | Грађевинарство                | Трговина                             | Хотели и ресторани   | Саобраћај, складиштење и везе |
| Мушки  | 6                         | 6                             | 8                                    | 4                    | 7                             |
| Женски | 2                         | 2                             | 15                                   | 2                    | 2                             |
| УКУПНО | 8                         | 8                             | 23                                   | 6                    | 9                             |
| Пол    | Финансијско посредовање   | Некретнине                    | Државна управа и одбрана             | Образовање           | Здравствени и социјални рад   |
| Мушки  | 0                         | 2                             | 13                                   | 1                    | 3                             |
| Женски | 2                         | 4                             | 7                                    | 3                    | 10                            |
| УКУПНО | 2                         | 6                             | 20                                   | 4                    | 13                            |
| Пол    | Остале услужне активности | Приватна домаћинства          | Екстериторијалне организације и тела | Непознато            | Непознато                     |
| Мушки  | 7                         | 0                             | 0                                    | 0                    | 0                             |
| Женски | 1                         | 0                             | 0                                    | 2                    | 2                             |
| УКУПНО | 8                         | 0                             | 0                                    | 2                    | 2                             |